# Рудник Глоуб-Прогресс
Рудник Глоуб-Прогресс (Globe Progress) – колишнє гірничодобувне підприємство на Південному острові Нової Зеландії, в районі міста Рифтон.
Наявність золота в районі Рифтону (первісно носив назву Кварцополіс) виявили у 1866 році, а в 1870-му відкрили поклади у корінних кварцитових породах, що призвело до створення численних гірничодобувних бізнесів. Одним з них була компанія Union Quartz Mining, що почала роботи у 1876-му з використанням двох штолень, проте була ліквідована у 1886-му через неспроможність віднайти достатні запаси золота. 
Ще в 1882-му на гірничому відводі Union Quartz Mining започаткувала свою діяльність Globe Mining Company. Первісно вона також не мала успіхів та вже була на межі закриття, коли нарешті відкрили багату рудну зону, для розробки якої заклали шахту. В 1896-му Globe Mining, що встигла видобути 1,1 тонни золота, була придбана компанією Consolidated Goldfields of New Zealand.
В 1882-му на ділянці, що знаходилась на схід від гірничого відводу Union Quartz Mining, почала роботи Oriental Mining Company, яка закрилась вже у 1886-му з поширеної причини – відсутність достатніх запасів. В подальшому її ділянку та обладнання придбала Progress Gold Mining Company, що заклала дві штольні з метою досягнути того ж багатого рудного тіла, яке виявила Globe Mining. У 1896-му і цей рудник, що встиг вилучити 0,8 тонни золота, був викуплений Consolidated Goldfields of New Zealand, яка об’єднала дві копальні в одну, відому як Глоуб-Прогресс.
Глоуб-Прогресс працювала до 1926 року, при цьому в якийсь момент отримала другий шахтний стовбур, а накопичений видобуток склав 13 тонн. Шахта мала 11 рівнів та досягнула глибини у 600 метрів. 
Роботу копальні відновила в 2007 році компанія OceanaGold і на цей раз розробка велась відкритим способом. Руда проходила підготовку на збагачувальній фабриці проектною потужністю 1 млн тонн на рік, яка фактично працювала з навантаженням на 60% більше. Золотовмісний концентрат транспортували залізницею за шість сотень кілометрів до Палмерстону, а потім доправляли автотранспортом на фабрику з вилучення золота рудника Macraes (його власником також була OceanaGold). Втім, є відомості, що у підсумку рудник Глоуб-Прогресс отримав власну фабрику з вилучення золота.
Пік видобутку досягнули в 2010 році з показником у 2,67 тонни золота. В 2016-му рудник закрили через вичерпання запасів, при цьому накопичений з 2007 року видобуток склав 19 тонн.
Наразі на місці копальні знаходиться затоплений кар’єр.